# Frégate ariel
Fregata ariel
Espèce
Statut de conservation UICN

 LC  : Préoccupation mineure

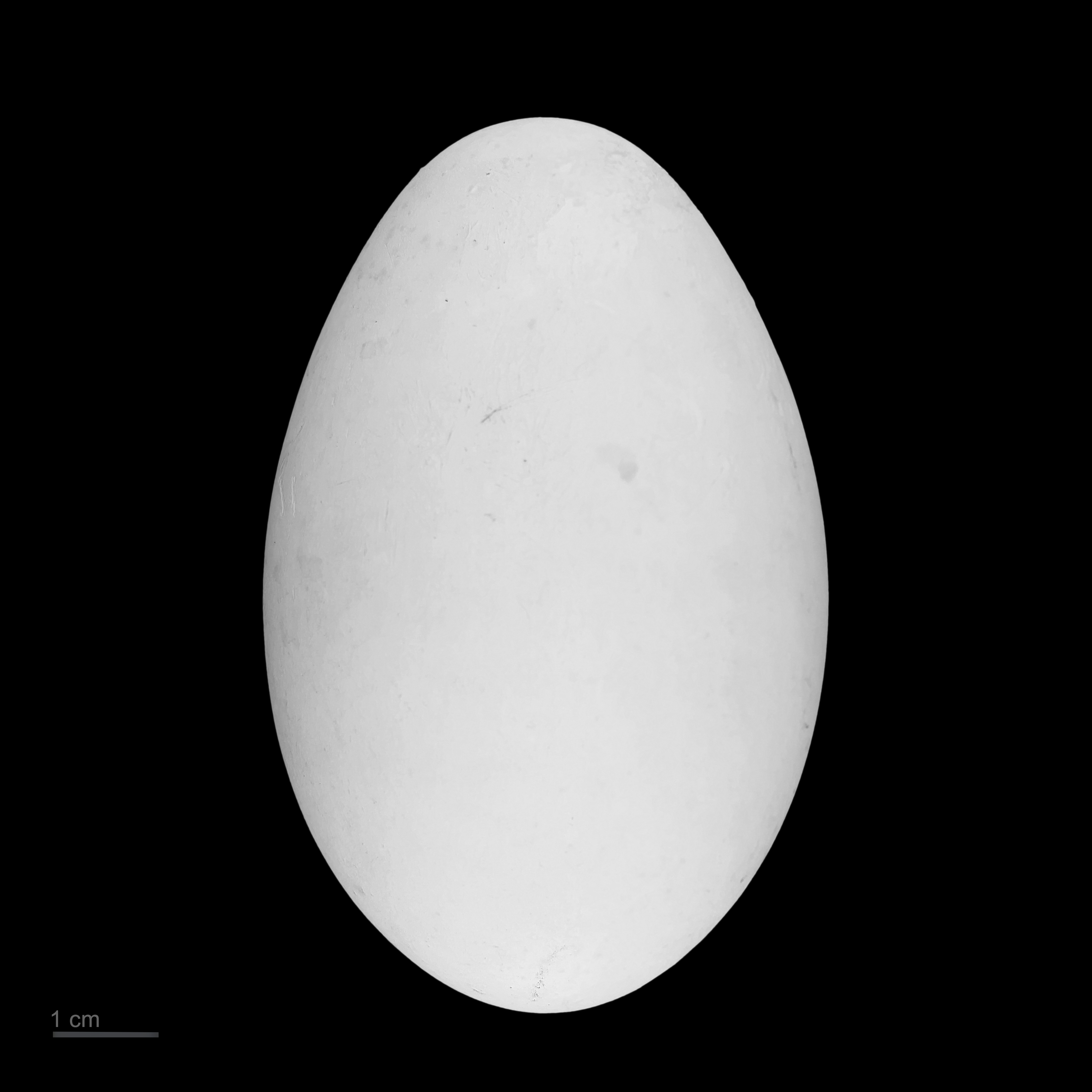
Œuf de Fregata ariel - Muséum de Toulouse

La Frégate ariel (Fregata ariel) est une espèce d'oiseaux marins appartenant à la famille des Fregatidae.

## Description
Cet oiseau atteint 81 cm et une envergure de 175 à 193 cm pour un poids de 625 à 955 gr.

## Répartition
Durant la saison de reproduction cet oiseau se rencontre principalement dans les eaux tropicales de l'océan Indien et Pacifique, ainsi que dans le sud de l'océan Atlantique. En de cette période il est sédendaire, les populations réparties sur toutes les mers trocipales, en particulier dans l'océan Indien et Pacifique.

## Sous-espèces
D'après la classification de référence (version 14.1, 2024) de l'Union internationale des ornithologues, la Frégate ariel possède 3 sous-espèces (ordre philogénique) :
- Fregata ariel trinitatis Miranda-Ribeiro, 1919 ;
- Fregata ariel iredalei Mathews, 1914 ;
- Fregata ariel ariel (Gray, GR, 1845).